# NordVPN
NordVPN – dostawca usług VPN (virtual private network). Firma dysponuje aplikacjami przeznaczonymi dla systemów Windows, macOS i Linux, aplikacjami mobilnymi dla systemów Android i iOS, a także aplikacją dla systemu Android TV. Udostępnia także konfigurację ręczną dla routerów bezprzewodowych, urządzeń NAS i innych. W 2025 NordVPN obsługiwał ponad 7300 serwerów w 118 krajach.
Siedziba NordVPN mieści się w Panamie, kraju pozbawionym obowiązkowych przepisów w zakresie przechowywania danych retencyjnych i niebędącym członkiem sojuszy „pięciorga oczu” oraz „czternaściorga oczu”.

## Historia
NordVPN został założony w roku 2012 przez „czterech przyjaciół z dzieciństwa”, jak można przeczytać na oficjalnej stronie. Pod koniec maja 2016 firma zaprezentowała aplikację na Androida, a następnie, w czerwcu tego samego roku, na system iOS. W październiku 2017 powstało rozszerzenie dla przeglądarki Google Chrome. W czerwcu 2018 usługa uruchomiła aplikację na Android TV.
W marcu 2019 NordVPN otrzymał od władz rosyjskich dyrektywę o dołączeniu do sponsorowanego przez państwo rejestru zakazanych stron internetowych, co uniemożliwiłoby tamtejszym użytkownikom NordVPN ominięcie rosyjskiej cenzury państwowej. NordVPN miał miesiąc na dostosowanie się do dyrektywy. W przeciwnym razie groziło mu zablokowanie przez władze rosyjskie. Dostawca jednak odmówił i 1 kwietnia zamknął swoje rosyjskie serwery. NordVPN nadal działa w Rosji, ale rosyjscy użytkownicy nie mają dostępu do lokalnych serwerów.
We wrześniu 2019 roku NordVPN przedstawił rozwiązanie VPN dla biznesu – NordVPN Teams. Jest ono skierowane do małych i średnich przedsiębiorstw oraz zespołów i freelancerów pracujących zdalnie, którym zależy na bezpiecznym dostępie do zasobów online.
W grudniu 2019 roku NordVPN został jednym z pięciu członków-założycieli nowo utworzonej inicjatywy „VPN Trust Initiative”, obiecując promowanie bezpieczeństwa online, a także większą samoregulację i przejrzystość w branży.

## Funkcje
NordVPN kieruje ruch internetowy wszystkich użytkowników za pośrednictwem zdalnego serwera obsługiwanego przez dostawcę, ukrywając w ten sposób ich adres IP i szyfrując wszystkie dane przychodzące i wychodzące. Do szyfrowania NordVPN wykorzystuje w swoich aplikacjach technologie OpenVPN i Internet Key Exchange v2/IPsec. Oprócz serwerów VPN ogólnego użytku dostawca oferuje serwery do określonych celów, w tym udostępniania P2P, podwójnego szyfrowania i połączenia z anonimową siecią Tor.
Niegdyś NordVPN korzystało z protokołów komunikacyjnych dla routerów L2TP/IPSec i Point-to-Point Tunneling Protocol (PPTP), ale później usunięto je, ponieważ były w dużej mierze przestarzałe i niezabezpieczone.
NordVPN jest wydawany w wersjach na systemy Windows, macOS i Linux. Funkcjonuje również w postaci aplikacji mobilnej (na systemy Android i iOS) oraz jest dostępny w formie aplikacji dla systemu Android TV. Subskrybenci uzyskują również dostęp do rozszerzeń proxy dla przeglądarek Chrome i Firefox. Ponadto mogą podłączyć do sześciu urządzeń jednocześnie.
W listopadzie 2018 roku NordVPN oznajmiło, że ich polityka braku logów została zweryfikowana w drodze audytu przeprowadzonego przez PricewaterhouseCoopers AG.
W lipcu 2019 NordVPN wydał NordLynx, nowe narzędzie VPN oparte na eksperymentalnym protokole WireGuard, które ma się cechować lepszą wydajnością niż protokoły tunelowania IPsec i OpenVPN. NordLynx jest dostępny dla użytkowników Linuksa i według testów przeprowadzonych przez Wired UK „w określonych warunkach prędkość wzrasta o setki Mb/s”.
W kwietniu 2020 NordVPN ogłosił stopniowe wdrażanie protokołu NordLynx opartego na WireGuard na wszystkich swoich platformach. Szersze wdrożenie poprzedziło w sumie 256 886 testów, które obejmowały 47 maszyn wirtualnych dziewięciu różnych dostawców, w 19 miastach i ośmiu krajach. Testy wykazały wyższą średnią prędkość pobierania i wysyłania niż OpenVPN i IKEv2.

## Opinie
Recenzja CNET z marca 2019 pochwaliła możliwość podłączenia sześciu urządzeń jednocześnie oraz opcje IP. W pozytywnej recenzji opublikowanej przez Tom’s Guide w październiku 2019 stwierdzono, że „NordVPN jest przystępny cenowo i oferuje wszystkie funkcje, które docenią nawet najbardziej wymagający użytkownicy VPN”. Recenzent zauważył również, że w warunkach świadczenia usług nie ma informacji dotyczącej kraju jurysdykcji, uzasadniając, że firma mogłaby być bardziej przejrzysta w kwestii własności. Od tego czasu dostawca zaktualizował Warunki, wyraźnie wymieniając Panamę jako kraj jurysdykcji. Instalki.pl polecił NordVPN za możliwość ominięcia cenzury w Internecie na szczeblu państwowym, w tym Wielkiej Zapory Sieciowej w Chinach.